# Hypoxidaceae
Hypoxidaceae R.Br., 1814 è una famiglia di piante angiosperme monocotiledoni dell'ordine Asparagales.

## Descrizione
I membri di questa famiglia sono piante erbacee medio-piccole, con foglie simili a fili d'erba e una radice invisibile, modificatasi per formare un tubero o un rizoma.
I fiori nascono da germogli privi di foglia. I fiori sono trimeri e a simmetria radiale.
L'ovario è infero e si sviluppa in una capsula o in una bacca.

## Distribuzione e habitat
Le piante di questa famiglia sono presenti nelle zone a clima da temperato a tropicale, principalmente dell'emisfero australe. Sono di ampia diffusione, ma non sono presenti in Europa e nell'Asia Settentrionale.

## Tassonomia
La famiglia, non contemplata dal Sistema Cronquist, è assegnata dalla classificazione APG all'ordine Asparagales.
Comprende i seguenti generi:
- Curculigo Gaertn. (28 specie)
- Empodium Salisb. (7 spp.)
- Hypoxis L. (90 spp.)
- Pauridia Harv. (35 spp.)
- Sinocurculigo Z.J.Liu, L.J.Chen & K.Wei Liu (1 sp.)

### Alcune specie

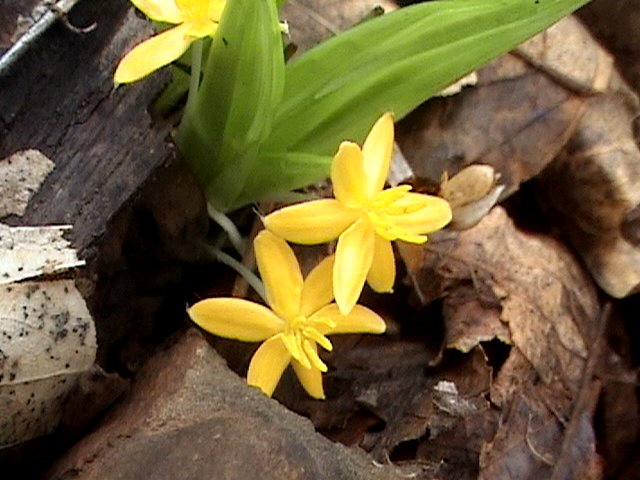
Curculigo orchioides
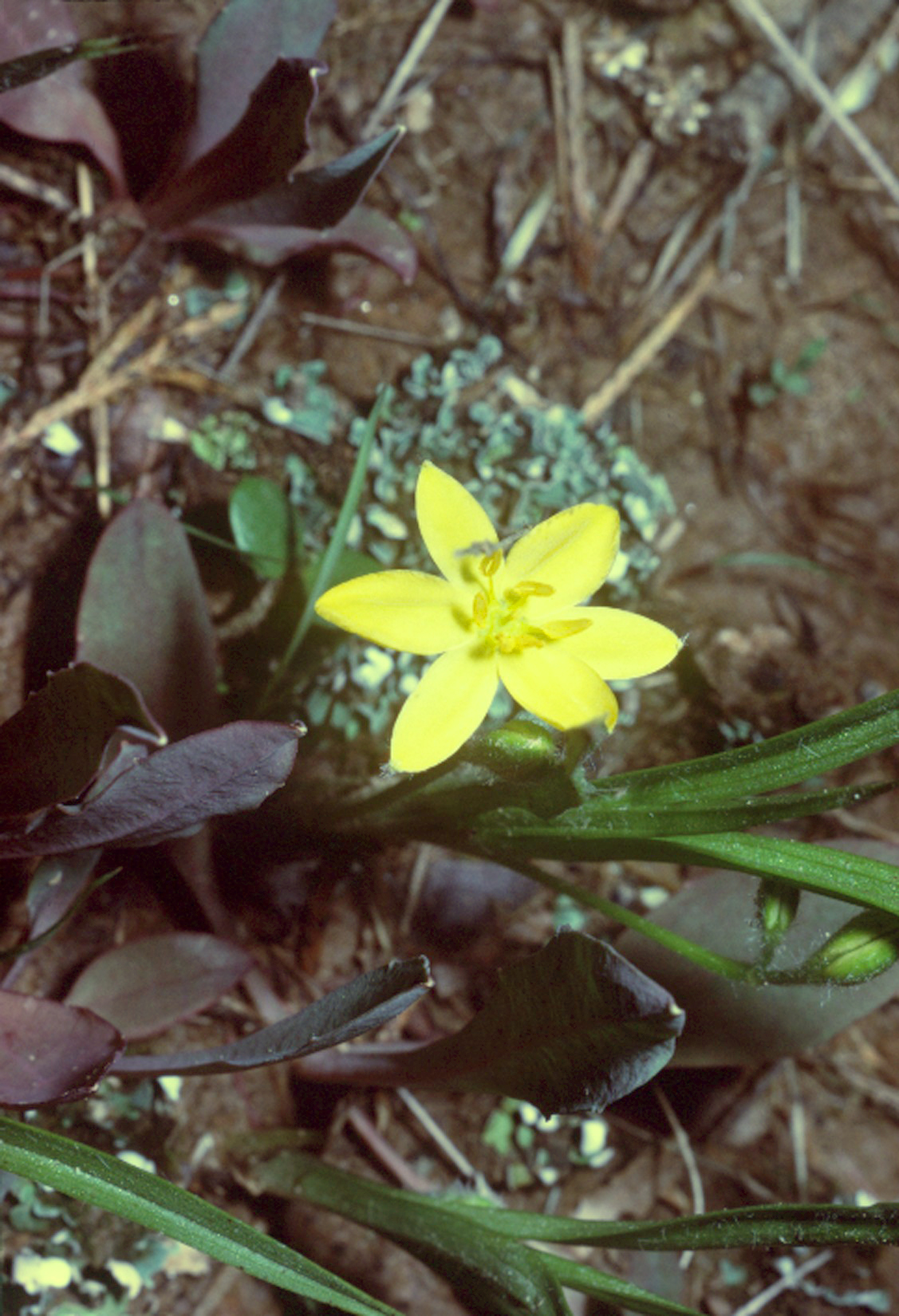
Hypoxis hirsuta
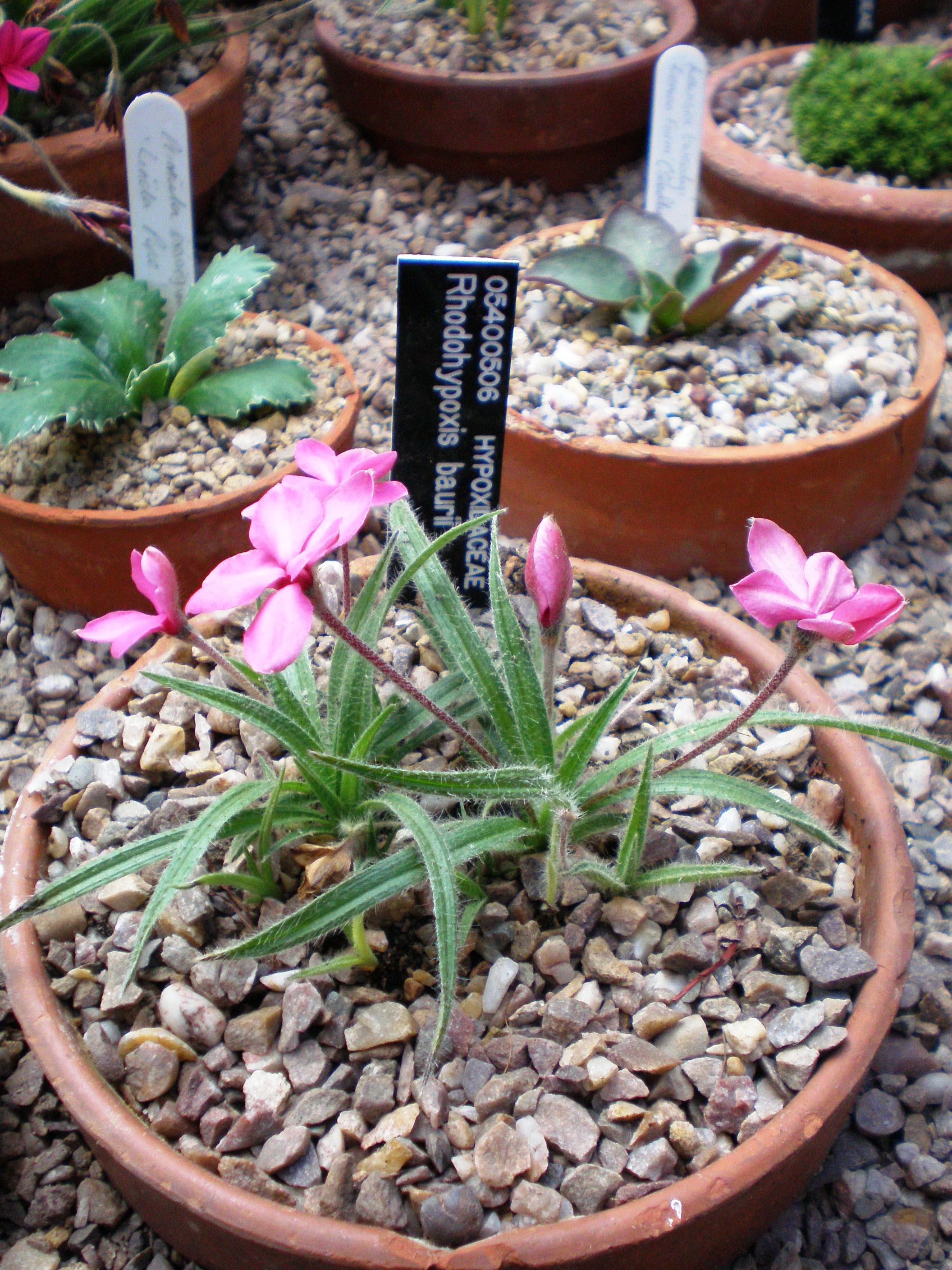
Hypoxis baurii
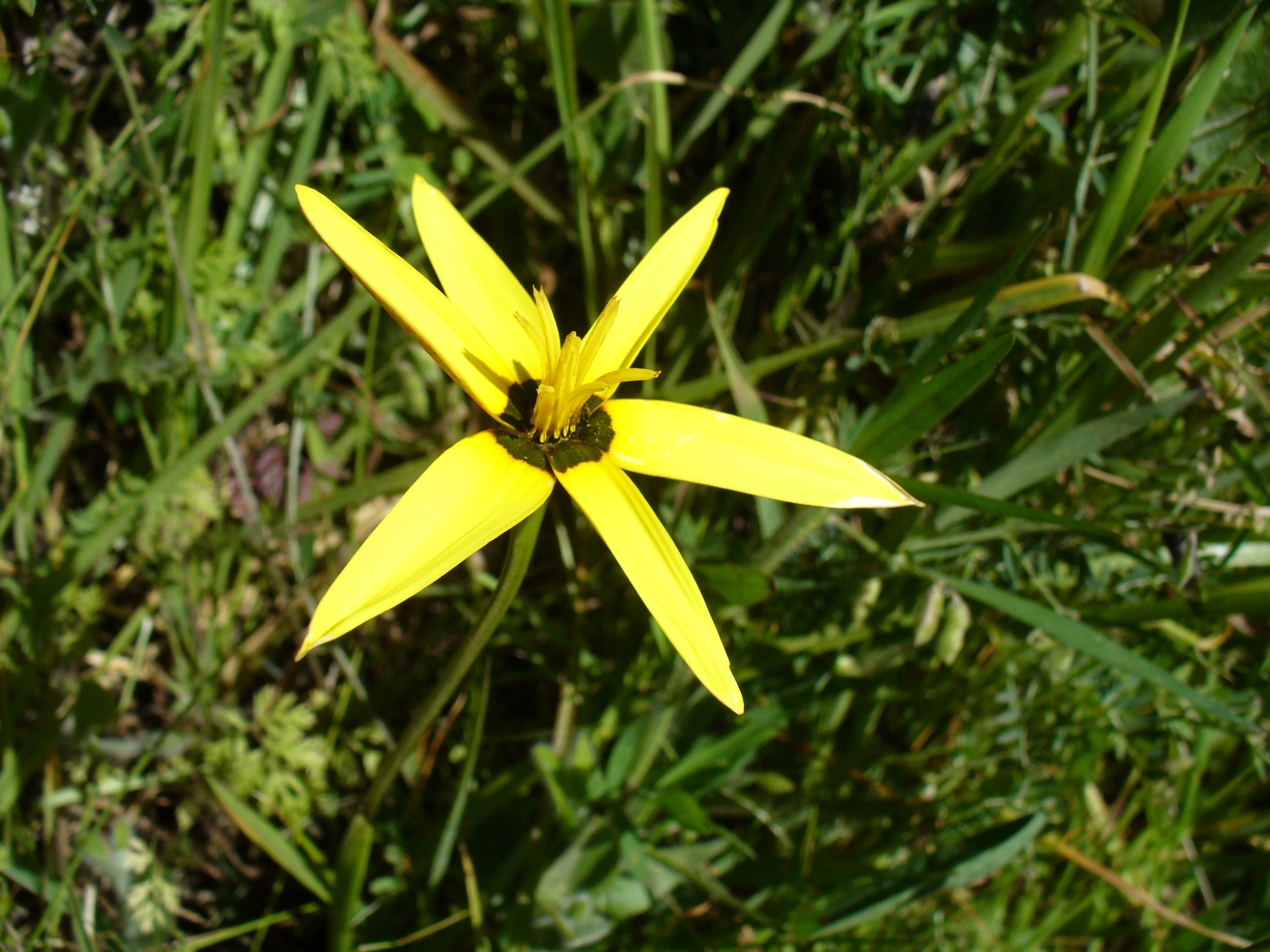
Pauridia capensis